# HD 20367
HD 20367 es la sexta estrella más grande de la constelación de Aries, situada muy cerca de la frontera con Perseo.
Es una estrella blanco-amarilla que es un desafío para ver a simple vista, ya que tiene una magnitud visual aparente de 6,40. Según las mediciones de paralaje, se encuentra a 85 años luz del Sol, alejándose con una velocidad radial de +6,4 km/s. Basado en su movimiento a través del espacio, es un miembro candidato del grupo móvil de la Osa Mayor de estrellas que se mueven conjuntamente y que probablemente comparten un origen común.
Este objeto es una estrella tardía de tipo F de la secuencia principal con una clasificación estelar de F8V. Tiene unos tres mil millones de años y gira con una velocidad de rotación proyectada de 5,5 km/s. [5] La estrella es un 12% más grande y un 13% más masiva que el Sol. Irradia 1,58 veces la luminosidad del Sol desde su fotosfera a una temperatura efectiva de 6.100 K.

## Eventual sistema planetario
En junio de 2002, se anunció que se había encontrado un planeta extrasolar con la masa de Júpiter o más grande orbitando la estrella, con un período de 1.285 años y una excentricidad de 0.32. La naturaleza excéntrica de la órbita de este planeta significaba que pasa parte de cada circuito alrededor de la estrella fuera de la zona habitable. Sin embargo, observaciones posteriores pusieron en duda la existencia de este planeta.

## Catálogos y designaciones
- HD 1989: HD 20367
- TYCHO-2 2000: TYC 2340-1798-1
- USNO-A2.0: USNO-A2 1200-01484430
- HIP: HIP 15323